# میشائل نویمایر
میشائل نویمایر (آلمانی: Michael Neumayer؛ زادهٔ ۱۵ ژانویهٔ ۱۹۷۹) اسکی‌باز پرش اهل آلمان است.